# Emil Hantl
Emil Hantl (* 14. Dezember 1902 in Mährisch-Lotschnau, heute zu Svitavy gehörend; † 18. August 1984 in Plochingen) war ein deutscher SS-Sanitätsdienstgrad, der Angehöriger der Lagermannschaft des nationalsozialistischen Vernichtungslagers Auschwitz war. Als Sanitätsdienstgrad in Auschwitz wurde er nach dem Krieg zu dreieinhalb Jahren Zuchthaus verurteilt.

## Leben
Hantl wurde 1902 als Sohn eines Fabrikarbeiters geboren und machte nach dem Besuch der Volksschule eine Bäckerlehre in Zwittau. Da er nach beendeter Ausbildung keine Anstellung als Bäcker fand, nahm er eine Arbeitsstelle in einer Zwittauer Textilfabrik an. Ab 1924 arbeitete er bei tschechischen Bauern. 1925 kehrte er nach Zwittau zurück, um dort als Weber zu arbeiten.
Nachdem Anfang Oktober 1938 das Sudetenland vom Deutschen Reich annektiert wurde, wurde Hantl Mitglied der NSDAP und der SS. Anfang 1940 wurde er von der Waffen-SS eingezogen, bei der er eine Infanterieausbildung bei einer SS-Totenkopfstandarte durchlief. Hantl wurde allerdings nicht an die Front geschickt, sondern bekam im Sommer 1940 den Auftrag, nach Auschwitz zu gehen, um dort Dienst im Wachbataillon zu leisten. Er wurde später Kommandoführer und befehligte ein Häftlingskommando. Hantl erkrankte 1942 schwer und kehrte erst gegen Ende des Jahres zum Dienst zurück. Er wurde nach seiner Rückkehr zunächst der Abteilung des SS-Standortarztes zugeteilt und übte nach einiger Zeit die Tätigkeit eines Sanitätsdienstgrads im Krankenbau aus. Seine Tätigkeit als Sanitätsdienstgrad umfasste auch die Selektion entkräfteter Häftlinge und das Töten der Häftlinge mittels Phenolinjektionen.
Im Sommer 1944 wurde Hantl von der SS in das KZ Auschwitz III Monowitz (vorheriger Name: Lager Buna) versetzt. Buna ist ein Synthesekautschuk, der Deutschland unabhängig von Kautschukimporten machen sollte. Zur Produktion des Stoffes wurden Häftlinge eingesetzt, die im eigens dafür errichteten KZ Buna eingesperrt waren.
Ende 1944 wurde Hantl in das Nebenlager Jaworzno versetzt. Als das Lager im Januar 1945 aufgelöst wurde und gleichzeitig der militärische Rückzug eingeleitet wurde, gelang es Hantl, sich von der Auschwitzer Lager-SS abzusetzen und bei einer Einheit der Organisation Todt zu melden. Er wurde daraufhin als Angehöriger der Organisation Todt und nicht als Waffen-SS-Mitglied von amerikanischen Soldaten gefangen genommen und kam deshalb nach wenigen Wochen wieder frei. Sein Ausweis, der ihn als Mitglied der Organisation Todt auswies, schützte ihn vor einer schwereren Strafe.
Nach dem Krieg arbeitete Hantl in der Landwirtschaft in Münchenreuth und zog Anfang der 1950er Jahre ins fränkische Marktredwitz, wo er wieder als Weber arbeitete.
Hantl wurde im Mai 1961 festgenommen und kam im Zuge des 1. Auschwitzprozesses, der vor dem Schwurgericht Frankfurt am Main stattfand, in Untersuchungshaft. Am 19. August 1965 wurde er zu dreieinhalb Jahren Zuchthaus verurteilt. Die Strafe wurde aber mit der abgesessenen Untersuchungshaft verrechnet, weshalb er unverzüglich freikam.